# Le Frère de lait (film, 1911)
Ne doit pas être confondu avec Le Frère de lait (film, 1918).
Le Frère de lait est un film muet français réalisé par Jean Durand et sorti en 1911.

## Fiche technique
- Réalisation et scénario : Jean Durand
- Société de production : Société des Établissements L. Gaumont
- Pays de production : France
- Format : Muet - Noir et blanc - 1,33:1 - 35 mm
- Métrage : 180 m
- Genre :   Comédie
- Date de sortie : 
  - France : 1911

## Distribution
- Clément Mégé : Calino
- Gaston Modot